# پایگاه هوایی پنویژیس
پایگاه هوایی پنویژیس (به انگلیسی: Panevėžys Air Base) یک فرودگاه نظامی با کد یاتا PNV است که یک باند فرود بتن دارد و طول باند آن ۲۰۰۰ متر است. این فرودگاه در کشور لیتوانی قرار دارد و در ارتفاع ۶۰ متری از سطح دریا واقع شده‌است. این فرودگاه به عنوان یکی از پایگاه‌های هوایی ارتش لیتوانی به کار می‌رود و در صورت لزوم می‌تواند برای پذیرش هواپیماهای تجاری نیز استفاده شود. پایگاه هوایی پنویژیس در حال حاضر نه تنها به عنوان یک پایگاه هوایی نظامی، بلکه به عنوان یک فرودگاه تجاری نیز فعالیت می کند. این فرودگاه به صورت منظم توسط شرکت هواپیمایی "Small Planet Airlines" برای پروازهای چارتر به کشورهای اروپایی مورد استفاده قرار می گیرد. همچنین شرکت هواپیمایی لیتوانیایی "Avia Solutions Group" نیز از این فرودگاه برای پروازهای باری استفاده می کند. از طرفی، پایگاه هوایی پنویژیس به عنوان یک باند زمینی برای پروازهای هواشناسی و آزمایشی نیز استفاده می شود.